# 1346年
| 千纪： | 2千纪 |
| 世纪： | 13世纪 \| 14世纪 \| 15世纪                                                                                 |
| 年代： | 1310年代 \| 1320年代 \| 1330年代 \| 1340年代 \| 1350年代 \| 1360年代 \| 1370年代                           |
| 年份： | 1341年 \| 1342年 \| 1343年 \| 1344年 \| 1345年 \| 1346年 \| 1347年 \| 1348年 \| 1349年 \| 1350年 \| 1351年 |
| 纪年： | 丙戌年（狗年）；元至正六年；越南紹豐六年；日本南朝興國七年，正平元年，北朝貞和二年                         |

## 大事记
- 欧洲
  - 百年战争：英国国王爱德华三世提出他是法国王位的合法继承人。
  - 7月26日——卡昂戰役 (1346年)，百年戰爭戰役之一，英軍獲勝。
  - 8月24日——布朗什塔克戰役，百年戰爭戰役之一，英軍成功度過索姆河，奠定克雷西戰役獲勝的基礎。
  - 8月26日——克雷西战役，百年戰爭戰役之一，英法會戰於加萊南方，英軍大敗法軍主力。
  - 10月17日——內維爾十字之戰，法国国王腓力六世請苏格兰国王大衛二世從北方威脅英格蘭，英格蘭取得決定性勝利，大衛二世被俘。
- 亞洲
  - 4月26日——元朝頒布《至正條格》。
  - 金帳汗國可汗札尼別聯合突厥貴族加茲罕成功殺死合贊算端，察合台汗國滅亡。加茲罕隨後擁立傀儡答失蠻察，促使察合台汗國分成東、西二部。
  - 鄂圖曼帝國奧爾汗一世被帕里奥洛格斯王朝的拜占庭帝國皇帝约翰五世承認是安納托利亞最強大的統治者。
- 其他
  - 鼠疫在亚洲大规模爆发，蒙古军包围克法城，将病死的战士投入城内，鼠疫由此传入欧洲，英、法兩國暫時停戰八年。

## 发明
- 法兰西人皮尔制成了第一枚长形弹。

## 逝世
- 合贊算端，察合台汗國第23代可汗。